# 勒芒区
勒芒区（法語：Arrondissement du Mans）是法国卢瓦尔河地区大区萨尔特省所辖的一个区。总面积779.7平方公里，总人口264124，人口密度339人/平方公里（2018年）。主要城镇为勒芒。

## 辖区
勒芒区辖有45个市镇。
48°00′06″N 0°12′01″E / 48.00177°N 0.2003°E